# Équipe de Chine de football
Cet article traite de l'équipe masculine. Pour l'équipe féminine, voir Équipe de Chine féminine de football.
Maillots
L'équipe de Chine de football (mandarin : 中国国家足球队) est sous l'égide de la Fédération de Chine de football.

## Histoire

### Les premiers matchs de la république de Chine (1913-1949)

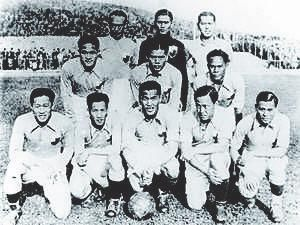
Équipe olympique en 1936

Le tout premier match international de la Chine s'est tenu grâce au sportif américain Elwood Brown (en), président de la Philippine Athletic Association, qui a proposé la création des Jeux olympiques orientaux, une compétition multisport à l'image des Jeux olympiques, précurseurs des Jeux asiatiques. La république de Chine est invitée à participer aux premiers Jeux de 1913 tenus aux Philippines. En football, il est décidé que l'équipe du Chine du Sud FC, vainqueur lors des Jeux nationaux de Chine de 1910, aurait l'honneur de représenter le pays. Le fondateur et entraîneur du club, Mok Hing (en chinois 莫慶) devient ainsi le premier entraîneur de la Chine et le 4 février 1913, lors de l'unique match du tournoi organisé à Manille, la Chine dispute son premier match international (défaite 2-1).
Les troubles politiques de la révolution Xinhai qui ont entravé la participation de la Chine au premier tournoi n'ont pas empêché Shanghai de devenir la ville hôte des Jeux de 1915, renommées Jeux de l'Extrême-Orient. Une fois de plus, la Chine du Sud FC représente la nation. Cette fois, lors d'une rencontre en deux matchs contre les Philippines, la Chine remporte le premier match 1-0, puis fait match nul 0-0 lui permettant de remporter son tout premier tournoi. Les jeux étant le premier et le seul tournoi de football régional pour les équipes nationales (en dehors du British Home Championship en Grande-Bretagne), la Chine a cherché à s'imposer comme une puissance régionale, et remporte les huit éditions suivantes.
La Fédération de Chine de football est fondée en 1924. Elle est affiliée à la FIFA depuis 1931. Avec ces fondations en place, la Chine a cherché à s'établir sur la scène internationale et se retrouve être avec le Japon les premières équipes asiatiques à participer au tournoi de football des Jeux olympiques d'été lors de l'édition de 1936 en Allemagne. Lors du tournoi, la Chine est éliminée lors de son premier match en huitièmes de finale par la Grande-Bretagne (2-0) le 6 août 1936.
Le 7 juillet 1937, la seconde guerre sino-japonaise a officiellement éclaté, rompant les relations entre la Chine et le Japon, déjà détériorées par l'invasion de la Mandchourie et la Guerre de Shanghai. Les Jeux de l'Extrême-Orient 1938, initialement organisés au Japon en 1938, sont par la suite annulés. En 1940, le Japon organise son propre tournoi à l'occasion du 2600e anniversaire de l'Empire japonais, qui comprenait les États satellites du Japon du Mandchoukouo et le régime de Nankin. À la fin de la guerre, le 9 septembre 1945, la Chine s'est de nouveau tournée vers les Jeux olympiques pour une reconnaissance internationale. Le 2 août 1948, la Chine a participé aux Jeux de Londres de 1948 où elle a de nouveau été éliminée lors des huitièmes de finale, cette fois par la Turquie (4-0). Au retour des joueurs, la guerre civile chinoise avait débuté entre nationalistes et communistes. L'équipe de Chine est à partir de 1949 divisée entre l'équipe de la république populaire de Chine et l'équipe de la république de Chine (rebaptisée plus tard équipe du Taipei chinois à partir de 1979).

### Les débuts de la république populaire de Chine (1950-1982)
Une des plus larges défaites de l’équipe de Chine de football fut enregistrée le 26 janvier 1958 à l’extérieur, contre les États-Unis sur le score de 5 buts à 0. Cette même année, elle participa pour la première fois aux éliminatoires de la Coupe du monde de football 1958, mais sans accéder à la phase finale en Suède. La Fédération de Chine est membre de l'AFC depuis 1974. Pour sa première participation à la Coupe d’Asie, la Chine prit la troisième aux dépens de l’Irak sur le score d’un but à 0. En 1980, elle fut éliminée au premier tour. Il faudra attendre 1982 pour revoir la Chine faire les éliminatoires mais elle ne participera pas à la Coupe du monde de football 1982.

### La finale de la Coupe d'Asie 1984
Lors du tournoi de qualification, à domicile (Canton), l’équipe de Chine se qualifia en devançant ses adversaires avec quatre victoires sur quatre contre le Qatar, la Jordanie, l’Afghanistan et Hong Kong. Lors du tournoi final à Singapour, dans le groupe B, elle prit la première place, devançant l’Iran, l’Inde, Singapour et les Émirats arabes unis. Puis, en demi, elle domine le Koweït 1-0 mais perd en finale contre l’Arabie saoudite sur le score de 2 buts à 0. Cela constitue la meilleure performance de la Chine en Asie, égalée en 2004.

### De 1984 à 2002
Lors des éliminatoires à la coupe du monde 1986, l’équipe de Chine est éliminée au premier tour, terminant deuxième de son groupe derrière Hong Kong. À la suite du match perdu (1 - 2) à Pékin, contre cette dernière sélection, la foule en colère s'en est pris aux étrangers, renversant des voitures, brisant des vitrines... À la Coupe d’Asie 1988, elle prend la quatrième place, battue dans le match pour la 3e place, aux tirs au but par l’Iran. Lors des éliminatoires pour la coupe du monde 1990, elle échoue de peu. La Chine termine quatrième du tour final. Une des plus larges défaites de la Chine a lieu le 4 avril 1992, à Palo Alto, en Californie (États-Unis). Face aux États-Unis, la sélection chinoise perd 5 buts à 0. À la Coupe d’Asie 1992, elle prend la troisième place, battant les Émirats arabes unis lors de la petite finale. Lors des qualifications pour la coupe du monde 1994, elle est éliminée au premier tour. Sa défaite contre le Yémen permet à l’Irak de passer au tour final. À la Coupe d’Asie 1996, elle est battue 4-3 (doublé de Zhang Enhua et but de Peng Weiguo) par l’Arabie saoudite, en quarts de finale. Pour la Coupe du monde 1998, elle frôle les barrages. En décembre 1998, en occupant la 37e place, elle obtient sa meilleure place au classement FIFA. La plus large victoire de la Chine est enregistrée le 26 janvier 2000, à Hô Chi Minh-Ville (Vietnam), contre Guam sur le score de 19 buts à 0, dans le cadre des éliminatoires de la Coupe d’Asie 2000. Qualifiée pour la compétition au Liban, elle y prend la quatrième place, perdant contre la Corée du Sud (0-1) dans la petite finale.

### La Coupe du monde 2002, la seule participation de la Chine
Au premier tour des éliminatoires dans la zone Asie, l’équipe de Chine gagne tous ses matchs contre l’Indonésie, les Maldives (dont un 10-1 pour les chinois) et le Cambodge. Au second tour, elle termine première devant les Émirats arabes unis, l’Ouzbékistan, le Qatar et l’Oman, ne perdant qu’une seule fois contre l’Ouzbékistan (0-1). Elle se qualifie donc pour la première fois à la Coupe du monde de football; profitant des qualifications directes de la Corée du Sud et du Japon. Avec une équipe peu expérimentée menée par Fan Zhiyi, Sun Jihai et entraînée par Bora Milutinović (Voir Équipes de la Coupe du monde de football 2002), la Chine perd ses trois matchs et ne parvient pas à inscrire de but (0-2 contre le Costa Rica, 0-4 contre le Brésil et 0-3 contre la Turquie).

### La Chine depuis 2002
L’équipe de Chine a participé à une compétition régionale, la Coupe d'Asie de l'Est de football. En 2003, elle prit la troisième place, tournoi remporté par la Corée du Sud. En 2005, elle remporte le tournoi devant le Japon, la Corée du Nord et la Corée du Sud. En 2008, elle organisa le tournoi, mais elle termine troisième. À la Coupe d’Asie 2004, elle est le pays organisateur et tombe dans le groupe A, matchs joués à Pékin. Après avoir terminé première du groupe devant l’Indonésie, le Bahreïn et le Qatar, elle bat l’Irak en quarts 3-0 (doublé de Zheng Zhi et but de Hao Haidong), puis bat l’Iran (1-1 tab 4-3, but de Shao Jiayi). En finale, devant 62 000 personnes, le Japon bat la Chine 3-1 malgré l’égalisation de Li Ming à la 31e minute. Pour la Coupe du monde de football 2006, elle fut éliminée au premier tour des éliminatoires, du fait du nombre de buts qu’a mis le Koweït (15 contre 14). À la Coupe d’Asie 2007, elle fut éliminée au premier tour, devancée par l’Iran mais aussi par un surprenant Ouzbékistan qui bat la Chine 3-0. Pour la Coupe du monde de football 2010, elle est battue au 3e tour des éliminatoires par l'Australie, le Qatar et l'Irak. Le 4 juin 2010, elle bat la France en match amical à la Réunion 1-0.
En janvier 2015, le français Alain Perrin est conforté à son poste de sélectionneur après trois victoires lors de ses trois matchs du groupe B de la Coupe d'Asie des nations de football 2015.

## Palmarès

### Classement FIFA
| Année              | 1993 | 1994 | 1995 | 1996 | 1997 | 1998 | 1999 | 2000 | 2001 | 2002 | 2003 | 2004 | 2005 | 2006 | 2007 | 2008 | 2009 | 2010 | 2011 | 2012 | 2013 | 2014 | 2015 | 2016 | 2017 | 2018 | 2019 | 2020 | 2021 | 2022 | 2023 | 2024 |
| ------------------ | ---- | ---- | ---- | ---- | ---- | ---- | ---- | ---- | ---- | ---- | ---- | ---- | ---- | ---- | ---- | ---- | ---- | ---- | ---- | ---- | ---- | ---- | ---- | ---- | ---- | ---- | ---- | ---- | ---- | ---- | ---- | ---- |
| Classement mondial | 53   | 40   | 66   | 76   | 55   | 37   | 88   | 75   | 54   | 63   | 86   | 54   | 72   | 84   | 81   | 100  | 93   | 87   | 71   | 88   | 92   | 97   | 84   | 82   | 71   | 76   | ?    | 75   | 74   | 80   | 79   | 90   |
| Classement AFC     | 5    | 4    | 4    | 8    | 8    | 6    | 10   | 9    | 5    | 7    | 15   | 9    | 8    | 11   | 8    | 11   | 13   | 6    | 5    | 6    | 10   | 9    | 8    | 8    | 6    | 7    | ?    | 9    | 8    | 11   | 11   | 13   |

### Parcours enCoupe du monde
| Année | Position          |      | Année             | Position |                   | Année | Position |
| 1930  | Non inscrite      | 1974 | Non inscrite      | 2010     | Tour préliminaire |       |          |
| 1934  | Non inscrite      | 1978 | Non inscrite      | 2014     | Tour préliminaire |       |          |
| 1938  | Non inscrite      | 1982 | Tour préliminaire | 2018     | Tour préliminaire |       |          |
| 1950  | Non inscrite      | 1986 | Tour préliminaire | 2022     | Tour préliminaire |       |          |
| 1954  | Non inscrite      | 1990 | Tour préliminaire | 2026     | Tour préliminaire |       |          |
| 1958  | Tour préliminaire | 1994 | Tour préliminaire | 2030     | À venir           |       |          |
| 1962  | Non inscrite      | 1998 | Tour préliminaire | 2034     | À venir           |       |          |
| 1966  | Non inscrite      | 2002 | 1er tour          |          |                   |       |          |
| 1970  | Non inscrite      | 2006 | Tour préliminaire |          |                   |       |          |

### Parcours enCoupe d'Asie des nations
| Année | Position         |      | Année            | Position |                 | Année | Position |
| 1956  | Non inscrit      | 1984 | Finaliste        | 2011     | 1er tour        |       |          |
| 1960  | Non inscrit      | 1988 | Demi-finale (4e) | 2015     | Quart de finale |       |          |
| 1964  | Non inscrit      | 1992 | Demi-finale (3e) | 2019     | Quart de finale |       |          |
| 1968  | Non inscrit      | 1996 | Quart de finale  | 2023     | 1er tour        |       |          |
| 1972  | Non inscrit      | 2000 | Demi-finale (4e) | 2027     | Qualifiée       |       |          |
| 1976  | Demi-finale (3e) | 2004 | Finaliste        |          |                 |       |          |
| 1980  | 1er tour         | 2007 | 1er tour         |          |                 |       |          |

### Parcours enCoupe d'Asie de l'Est de football
- 2003 : 3e
- 2005 : Vainqueur
- 2008 : 3e
- 2010 : Vainqueur
- 2013 : 2e
- 2015 : 3e
- 2017 : 3e
- 2019 : 3e
- 2022 : 3e
- 2025 : 3e

### Autres compétitions disparues
- Jeux de l'Extrême-Orient : 
  - Vainqueur  1915, 1917, 1919, 1921, 1923, 1925, 1927, 1930, 1934
  - 2e  1913
- Jeux de l'amitié nippo-mandchou 1939[Note 1] : 
  - 2e
- Tournoi du 2600e anniversaire du Japon 1940 : 4e
- Dynasty Cup : 2e  1990, 1998
- Jeux de l'Asie de l'Est : 
  - Vainqueur  2005
  - 3e  1993, 1997

## Records
Chiffres au 14 novembre 2013
| Joueurs les plus capés | Joueurs les plus capés | Joueurs les plus capés | Joueurs les plus capés |
| Sélections             | Joueur                 | Période                | Buts                   |
| ---------------------- | ---------------------- | ---------------------- | ---------------------- |
| 114                    | Li Weifeng             | 1998-2011              | 8                      |
| 106                    | Hao Haidong            | 1992-2002              | 39                     |

## Les adversaires de la Chine de 1925 à aujourd'hui
| Pays                      | J  | G  | N  | P  | Bp | Bc | Diff | Premier match                         | Dernier match                       |
| ------------------------- | -- | -- | -- | -- | -- | -- | ---- | ------------------------------------- | ----------------------------------- |
| Afghanistan               | 1  | 1  | 0  | 0  | 6  | 0  | 6    | 12/09/1984 (6-0) à Canton             |                                     |
| Albanie                   | 1  | 0  | 1  | 0  | 1  | 1  | 0    | 08/11/1973 (1-1) à Tirana             |                                     |
| Algérie                   | 3  | 1  | 0  | 2  | 2  | 6  | -4   | 09/12/1964 (0-2) à Alger              | 28/04/2004 (1-0) à Clermont-Ferrand |
| Allemagne                 | 2  | 0  | 1  | 1  | 1  | 2  | -1   | 12/10/2005 (0-1) à Hambourg           | 29/05/2009 (1-1) à Shanghai         |
| Andorre                   | 1  | 0  | 1  | 0  | 0  | 0  | 0    | 14/04/2004 (0-0) à Peralada           |                                     |
| Angleterre                | 1  | 0  | 0  | 1  | 0  | 3  | -3   | 23/05/1996 (0-3) à Pékin              |                                     |
| Arabie saoudite           | 22 | 7  | 5  | 10 | 25 | 29 | -4   | 11/12/1978 (1-0) à Bangkok            | 20/03/2025 (0-1) à Riyad            |
| Argentine                 | 1  | 1  | 0  | 0  | 1  | 0  | 1    | 20/01/1984 (1-0) à Calcutta           |                                     |
| Australie                 | 14 | 4  | 2  | 8  | 12 | 25 | -13  | 04/12/1983 (2-1) à Singapour          | 25/03/2025 (0-2) à Hangzhou         |
| Bahreïn                   | 9  | 5  | 4  | 0  | 16 | 8  | 8    | 20/09/1986 (5-1) à Pusan              | 10/06/2025 (1-0) à Chongqing        |
| Bangladesh                | 5  | 5  | 0  | 0  | 15 | 0  | 15   | 17/09/1980 (6-0) à Koweït             | 04/03/1989 (2-0) à Dacca            |
| Birmanie                  | 12 | 10 | 0  | 2  | 36 | 5  | 31   | 27/06/1957 (1-2) à Rangoun            | 16/06/2023 (4-0) à Dalian           |
| Bhoutan                   | 2  | 2  | 0  | 0  | 18 | 0  | 18   | 16/06/2015 (6-0) à Thimphou           | 12/11/2015 (12-0) à Changsha        |
| Bosnie-Herzégovine        | 1  | 1  | 0  | 0  | 3  | 0  | 3    | 02/03/1997 (3-0) à Kuala Lumpur       |                                     |
| Botswana                  | 1  | 1  | 0  | 0  | 4  | 1  | 3    | 30/09/2009 (4-1) à Hohhot             |                                     |
| Brésil                    | 3  | 0  | 1  | 2  | 0  | 12 | -12  | 08/06/2002 (0-4) à Jeju               | 10/09/2012 (0-8) à Recife           |
| Brunei                    | 3  | 3  | 0  | 0  | 22 | 1  | 21   | 04/05/1975 (10-1) à Hong Kong         | 01/03/1985 (4-0) à Hong Kong        |
| Cambodge                  | 6  | 6  | 0  | 0  | 24 | 3  | 21   | 27/04/1963 (6-0) à Jakarta            | 20/05/2001 (3-1) à Canton           |
| Canada                    | 3  | 2  | 0  | 1  | 8  | 6  | 2    | 27/06/1984 (5-1) à Pékin              | 02/04/1992 (2-5) à Victoria         |
| Chili                     | 1  | 0  | 1  | 0  | 0  | 0  | 0    | 20/08/2003 (0-0) à Tianjin            |                                     |
| Colombie                  | 2  | 1  | 0  | 1  | 2  | 5  | -3   | 26/10/1995 (2-1) à Pékin              | 14/11/2017 (0-4) à Chongqing        |
| Corée du Nord             | 21 | 11 | 5  | 5  | 28 | 18 | 10   | 25/10/1959 (0-1) à Pyongyang          | 16/12/2017 (1-1) à Tokyo            |
| Corée du Sud              | 37 | 3  | 11 | 23 | 26 | 57 | -31  | 02/01/1949 (3-2) à Hong Kong          | 07/07/2025 (0-3) à Yongin           |
| Costa Rica                | 5  | 1  | 2  | 2  | 6  | 8  | -2   | 04/06/2002 (0-2) à Gwangju            | 26/03/2011 (2-2) à San José         |
| Croatie                   | 1  | 0  | 1  | 0  | 1  | 1  | 0    | 14/01/2017 (1-1) à Nanning            |                                     |
| Cuba                      | 1  | 1  | 0  | 0  | 1  | 0  | 1    | 21/05/1971 (1-0) à Pékin              |                                     |
| Égypte                    | 2  | 0  | 1  | 1  | 0  | 2  | -2   | 30/04/1963 (0-2) à Jakarta            | 17/01/2001 (0-0) à Téhéran          |
| Émirats arabes unis       | 9  | 4  | 4  | 1  | 15 | 6  | 9    | 11/12/1984 (5-0) à Singapour          | 06/10/2011 (2-1) à Shenzhen         |
| Espagne                   | 2  | 0  | 0  | 2  | 0  | 4  | -4   | 26/03/2005 (0-3) à Salamanque         | 03/06/2012 (0-1) à Séville          |
| Estonie                   | 2  | 2  | 0  | 0  | 4  | 0  | 4    | 16/02/2003 (1-0) à Wuhan              | 18/12/2010 (3-0) à Zhuhai           |
| États-Unis                | 8  | 1  | 2  | 5  | 8  | 18 | -10  | 06/10/1977 (1-1) à Washington         | 02/06/2007 (1-4) à San José         |
| Fidji                     | 1  | 1  | 0  | 0  | 4  | 1  | 3    | 28/07/1975 (4-1) à Nadi               |                                     |
| Finlande                  | 4  | 3  | 0  | 1  | 6  | 6  | 0    | 04/08/1952 (0-4) à Helsinki           | 07/02/2004 (2-1) à Shenzhen         |
| France                    | 2  | 1  | 0  | 1  | 2  | 3  | -1   | 07/06/2006 (1-3) à Saint-Étienne      | 04/06/2010 (1-0) à Saint-Pierre     |
| Ghana                     | 1  | 0  | 1  | 0  | 1  | 1  | 0    | 15/08/2012 (1-1) à Xi'an              |                                     |
| Guam                      | 3  | 3  | 0  | 0  | 33 | 0  | 33   | 26/10/2000 (19-0) à Hô Chi Minh-Ville | 30/05/2021 (7-0) à Suzhou           |
| Guinée                    | 3  | 2  | 1  | 0  | 8  | 3  | 5    | 10/08/1965 (2-0) à Pyongyang          | 13/08/1973 (5-2) à Pékin            |
| Haïti                     | 2  | 0  | 1  | 1  | 5  | 6  | -1   | 31/08/2003 (3-4) à Fort Lauderdale    | 27/03/2015 (2-2) à Changsha         |
| Honduras                  | 3  | 1  | 1  | 1  | 3  | 1  | 2    | 12/02/2006 (0-1) à Canton             | 18/11/2014 (0-0) à Xi'an            |
| Hong Kong                 | 24 | 15 | 6  | 3  | 39 | 9  | 30   | 09/05/1975 (1-0) à Hong Kong          | 15/07/2025 (1-0) à Yongin           |
| Hongrie                   | 3  | 1  | 1  | 1  | 4  | 4  | 0    | 13/01/1984 (1-1) à Calcutta           | 01/06/2004 (2-1) à Tianjin          |
| Inde                      | 13 | 8  | 5  | 0  | 23 | 6  | 17   | 17/06/1956 (1-0) à New Delhi          | 13/10/2018 (0-0) à Suzhou           |
| Indonésie                 | 19 | 12 | 3  | 4  | 41 | 18 | 23   | 12/05/1957 (0-2) à Jakarta            | 05/06/2025 (0-1) à Jakarta          |
| Irak                      | 19 | 7  | 2  | 10 | 21 | 23 | -2   | 05/09/1974 (0-1) à Téhéran            | 24/12/2018 (1-2) à Doha             |
| Iran                      | 23 | 4  | 6  | 13 | 18 | 39 | -21  | 11/06/1976 (0-2) à Téhéran            | 24/01/2019 (0-3) à Abou Dabi        |
| Islande                   | 1  | 0  | 0  | 1  | 0  | 2  | -2   | 10/01/2017 (0-2) à Nanning            |                                     |
| Italie                    | 1  | 0  | 0  | 1  | 0  | 2  | -2   | 11/05/1986 (0-2) à Naples             |                                     |
| Jamaïque                  | 3  | 3  | 0  | 0  | 5  | 0  | 5    | 23/10/1977 (1-0) à Kingston           | 10/08/2011 (1-0) à Hefei            |
| Japon                     | 32 | 9  | 6  | 17 | 35 | 49 | -14  | 16/05/1925 (2-0) à Manille            | 12/07/2025 (0-2) à Yongin           |
| Jordanie                  | 12 | 6  | 5  | 1  | 25 | 9  | 16   | 15/08/1984 (6-0) à Canton             | 28/12/2018 (1-1) à Doha             |
| Kazakhstan                | 3  | 2  | 0  | 1  | 5  | 2  | 3    | 02/09/1997 (3-0) à Dalian             | 07/06/2016 (0-1) à Dalian           |
| Kenya                     | 1  | 0  | 0  | 1  | 0  | 1  | -1   | 12/04/1984 (0-1) à Nairobi            |                                     |
| Kirghizistan              | 4  | 4  | 0  | 0  | 11 | 1  | 10   | 25/07/2009 (3-0) à Tianjin            | 07/01/2019 (2-1) à Al-Aïn           |
| Koweït                    | 19 | 9  | 5  | 5  | 25 | 16 | 9    | 14/08/1975 (3-3) à Pékin              | 04/09/2014 (3-1) à Anshan           |
| Laos                      | 2  | 2  | 0  | 0  | 13 | 3  | 10   | 23/07/2011 (7-2) à Kunming            | 28/07/2011 (6-1) à Vientiane        |
| Lettonie                  | 1  | 1  | 0  | 0  | 1  | 0  | 1    | 17/11/2010 (1-0) à Kunming            |                                     |
| Liban                     | 6  | 4  | 2  | 0  | 13 | 1  | 12   | 30/11/1998 (4-1) à Surat Thani        | 17/01/2024 (0-0) à Doha             |
| Liechtenstein             | 1  | 0  | 0  | 1  | 0  | 2  | -2   | 06/06/1982 (0-2) à Vaduz              |                                     |
| Macao                     | 5  | 5  | 0  | 0  | 22 | 2  | 20   | 27/12/1978 (2-1) à Manille            | 30/01/1996 (7-1) à Hong Kong        |
| Macédoine du Nord         | 5  | 3  | 2  | 0  | 4  | 0  | 4    | 27/01/2004 (0-0) à Shanghai           | 22/06/2014 (0-0) à Shenyang         |
| Malaisie                  | 14 | 10 | 3  | 1  | 35 | 7  | 28   | 06/05/1976 (2-0) à Pékin              | 09/09/2023 (1-1) à Chengdu          |
| Maldives                  | 6  | 6  | 0  | 0  | 28 | 1  | 27   | 22/04/2001 (10-1) à Xi'an             | 11/06/2021 (5-0) à Charjah          |
| Mali                      | 2  | 0  | 1  | 1  | 2  | 4  | -2   | 12/09/1966 (1-1) à Pékin              | 29/06/2014 (1-3) à Shenzhen         |
| Maroc                     | 2  | 1  | 1  | 0  | 6  | 5  | 1    | 25/08/1977 (3-2) à Pékin              | 23/07/1982 (3-3) à Pékin            |
| Mexique                   | 3  | 0  | 0  | 3  | 2  | 7  | -5   | 07/03/1987 (2-3) à Pékin              | 16/04/2008 (0-1) à Seattle          |
| Népal                     | 1  | 1  | 0  | 0  | 6  | 2  | 4    | 13/10/1972 (6-2) à Pékin              |                                     |
| Norvège                   | 1  | 1  | 0  | 0  | 2  | 1  | 1    | 02/12/1992 (2-1) à Canton             |                                     |
| Nouvelle-Zélande          | 16 | 3  | 6  | 7  | 14 | 18 | -4   | 20/07/1975 (1-2) à Auckland           | 26/03/2023 (1-2) à Wellington       |
| Oman                      | 9  | 4  | 1  | 4  | 15 | 11 | 4    | 10/12/1998 (6-1) à Bangkok            | 29/12/2023 (0-2) à Abou Dabi        |
| Ouzbékistan               | 16 | 5  | 2  | 9  | 17 | 24 | -7   | 17/10/1994 (2-4) à Hiroshima          | 16/10/2023 (1-2) à Dalian           |
| Pakistan                  | 8  | 5  | 2  | 1  | 23 | 8  | 15   | 26/01/1963 (0-0) à Dacca              | 12/06/1993 (3-0) à Chengdu          |
| Palestine                 | 6  | 4  | 2  | 0  | 10 | 2  | 8    | 22/02/2006 (2-0) à Canton             | 20/06/2023 (2-0) à Dalian           |
| Papouasie-Nouvelle-Guinée | 2  | 1  | 1  | 0  | 5  | 2  | 3    | 16/09/1985 (5-1) à Lae                | 19/09/1985 (1-1) à Port Moresby     |
| Paraguay                  | 3  | 1  | 1  | 1  | 3  | 4  | -1   | 08/08/1996 (0-2) à Pékin              | 14/10/2014 (2-1) à Changsha         |
| Pays-Bas                  | 2  | 0  | 0  | 2  | 0  | 4  | -4   | 29/05/1996 (0-2) à Tilbourg           | 11/06/2013 (0-2) à Pékin            |
| Pays de Galles            | 1  | 0  | 0  | 1  | 0  | 6  | -6   | 22/03/2018 (0-6) à Nanning            |                                     |
| Pérou                     | 2  | 1  | 0  | 1  | 4  | 3  | 1    | 22/04/1978 (1-2) à Lima               | 28/01/1986 (3-1) à Trivandrum       |
| Philippines               | 12 | 11 | 1  | 0  | 50 | 3  | 47   | 16/05/1925 (5-1) à Manille            | 07/06/2021 (2-0) à Charjah          |
| Pologne                   | 2  | 0  | 0  | 2  | 0  | 2  | -2   | 15/01/1984 (0-1) à Calcutta           | 27/01/1984 (0-1) à Calcutta         |
| Portugal                  | 2  | 0  | 0  | 2  | 0  | 4  | -4   | 25/05/2002 (0-2) à Macao              | 03/03/2010 (0-2) à Coimbra          |
| Qatar                     | 20 | 8  | 5  | 7  | 23 | 17 | 6    | 09/12/1978 (3-0) à Bangkok            | 22/01/2024 (0-1) à Doha             |
| RD Congo                  | 1  | 1  | 0  | 0  | 3  | 2  | 1    | 22/07/1977 (3-2) à Pékin              |                                     |
| République d'Irlande      | 2  | 0  | 0  | 2  | 0  | 2  | -2   | 03/06/1984 (0-1) à Sapporo            | 29/03/2005 (0-1) à Dublin           |
| Roumanie                  | 2  | 0  | 0  | 2  | 2  | 5  | -3   | 29/07/1984 (2-4) à Iasi               | 31/07/1984 (0-1) à Busau            |
| Salvador                  | 1  | 0  | 1  | 0  | 2  | 2  | 0    | 23/04/2008 (2-2) à Los Angeles        |                                     |
| Sénégal                   | 2  | 1  | 1  | 0  | 5  | 2  | 3    | 29/11/1972 (0-0) à Dakar              | 11/08/1974 (5-2) à Pékin            |
| Serbie                    | 1  | 0  | 0  | 1  | 0  | 2  | -2   | 10/11/2017 (0-2) à Canton             |                                     |
| Serbie-et-Monténégro      | 1  | 0  | 0  | 1  | 0  | 2  | -2   | 13/11/2005 (0-2) à Nankin             |                                     |
| Sierra Leone              | 1  | 1  | 0  | 0  | 4  | 1  | 3    | 05/05/1974 (4-1) à Pékin              |                                     |
| Singapour                 | 15 | 11 | 3  | 1  | 36 | 10 | 26   | 05/12/1984 (2-0) à Singapour          | 26/03/2024 (4-1) à Tianjin          |
| Slovénie                  | 1  | 0  | 1  | 0  | 0  | 0  | 0    | 15/02/2002 (0-0) à Hong Kong          |                                     |
| Somalie                   | 2  | 2  | 0  | 0  | 10 | 5  | 5    | 18/01/1972 (3-1) à Mogadiscio         | 17/06/1976 (7-4) à Pékin            |
| Soudan                    | 1  | 1  | 0  | 0  | 4  | 1  | 3    | 21/07/1957 (4-1) à Pékin              |                                     |
| Sri Lanka                 | 2  | 2  | 0  | 0  | 4  | 2  | 2    | 03/09/1972 (3-2) à Colombo            | 12/09/1972 (1-0) à Colombo          |
| Suède                     | 3  | 0  | 1  | 2  | 2  | 6  | -4   | 12/02/2001 (2-2) à Bangkok            | 06/09/2012 (0-1) à Helsingborg      |
| Suisse                    | 1  | 0  | 0  | 1  | 1  | 4  | -3   | 03/06/2006 (1-4) à Zurich             |                                     |
| Syrie                     | 16 | 8  | 2  | 6  | 29 | 17 | 12   | 10/08/1966 (6-0) à Pékin              | 12/09/2023 (0-1) à Chengdu          |
| Tadjikistan               | 6  | 4  | 2  | 0  | 9  | 1  | 8    | 11/05/1997 (1-0) à Douchanbé          | 13/01/2024 (0-0) à Doha             |
| Tanzanie                  | 3  | 2  | 1  | 0  | 15 | 9  | 6    | 28/06/1966 (10-4) à Pékin             | 12/12/1971 (4-3) à Dar es Salam     |
| Tchéquie                  | 1  | 0  | 0  | 1  | 1  | 4  | -3   | 26/03/2018 (1-4) à Nanning            |                                     |
| Thaïlande                 | 24 | 16 | 4  | 4  | 57 | 21 | 36   | 03/07/1975 (2-2) à Pékin              | 06/06/2024 (1-1) à Shenyang         |
| Trinité-et-Tobago         | 2  | 2  | 0  | 0  | 7  | 2  | 5    | 05/08/2001 (3-0) à Shanghai           | 03/06/2016 (4-2) à Qinhuangdao      |
| Tunisie                   | 1  | 0  | 1  | 0  | 1  | 1  | 0    | 31/03/2015 (1-1) à Nankin             |                                     |
| Turkménistan              | 4  | 3  | 1  | 0  | 11 | 3  | 8    | 01/10/1994 (2-2) à Hiroshima          | 14/12/1998 (3-0) à Bangkok          |
| Turquie                   | 2  | 0  | 0  | 2  | 0  | 7  | -7   | 02/08/1948 (0-4) à Londres            | 13/06/2002 (0-3) à Séoul            |
| Union soviétique          | 1  | 0  | 0  | 1  | 0  | 1  | -1   | 03/10/1959 (0-1) à Pékin              |                                     |
| Uruguay                   | 6  | 1  | 2  | 3  | 2  | 9  | -7   | 22/02/1982 (0-0) à Calcutta           | 12/10/2010 (0-4) à Wuhan            |
| Venezuela                 | 1  | 1  | 0  | 0  | 1  | 0  | 1    | 31/03/1978 (1-0) à Caracas            |                                     |
| Vietnam                   | 9  | 8  | 0  | 1  | 26 | 8  | 18   | 25/05/1997 (3-1) à Hô Chi Minh-Ville  | 10/10/2023 (2-0) à Dalian           |
| Yémen                     | 4  | 2  | 1  | 1  | 5  | 1  | 4    | 05/02/1988 (0-0) à Abou Dabi          | 03/10/1994 (4-0) à Hiroshima        |
| Yougoslavie               | 2  | 0  | 0  | 2  | 0  | 3  | -3   | 28/03/2000 (0-1) à Belgrade           | 25/05/2000 (0-2) à Pékin            |
| Zambie                    | 1  | 0  | 1  | 0  | 3  | 3  | 0    | 01/01/1973 (3-3) à Lusaka             |                                     |
| Zimbabwe                  | 1  | 1  | 0  | 0  | 3  | 1  | 2    | 28/02/1997 (3-1) à Kuala Lumpur       |                                     |

## Chronologie des sélectionneurs
- juil. 1952-août 1952 :  Fenglou Li
- sep. 1952-mai 1963 : "inconnu"
- juin 1963-nov. 1963 :  Weisi Nian
- nov. 1963-juin 1965 : "inconnu"
- juil. 1965-nov. 1965 :  Weisi Nian
- nov. 1965-nov. 1969 : "inconnu"
- déc. 1969-nov. 1975 :  Weisi Nian
- déc. 1975-juil. 1977 : "inconnu"
- août 1977-déc. 1977 :  Honggen Zhang
- déc. 1977-juin 1980 : "inconnu"
- juil. 1980-oct. 1982 :  Yongshun Su
- oct. 1982-déc. 1982 :  Honggen Zhang
- avr. 1983-mai 1985 :  Xuelin Zeng
- juin 1985-nov. 1986 :  Weisi Nian
- déc. 1986-sep. 1990 :  Fengwen Gao
- avr. 1991-jan. 1992 :  Genbao Xu
- mai 1992-sep. 1993 :  Klaus Schlappner
- jan. 1994-déc. 1997 :  Wusheng Qi
- juil. 1997-juin 1999 :  Robert Douglas Houghton
- déc. 1999-jan. 2000 :  Zhiyang Jin
- fév. 2000-juin 2002 :   Bora Milutinovic
- juil. 2001-juin 2003 :  Guanghu Zhu
- déc. 2002-nov. 2004 :  Arie Haan
- mars 2005-août 2007 :  Guanghu Zhu
- sep. 2007-juin 2008 :  Vladimir Petrovic
- déc. 2008-avr. 2009 :  Tiesheng Yin
- avr. 2009-août 2011 :  Hongbo Gao
- août 2011- juin 2013 :  José Antonio Camacho
- juil. 2013-fév. 2014 :  Bo Fu
- mars 2014-jan. 2016 :  Alain Perrin
- fév. 2016-oct. 2016 :  Hongbo Gao
- oct. 2016-jan. 2019 :  Marcello Lippi
- mars 2019-avr. 2019 :  Fabio Cannavaro
- mai 2019-nov. 2019 :  Marcello Lippi
- janvier 2020-déc. 2021 :  Li Tie
- décembre 2021-fév. 2023 :  Li Xiaopeng
- février 2023-janvier 2024 :  Aleksandar Janković
- février 2024-juin 2025 :  Branko Ivanković
- depuis juin 2025 :  Dejan Đurđević (intérim)